# 亘理地区行政事務組合
亘理地区行政事務組合（わたりちくぎょうせいじむくみあい）は、宮城県岩沼市、亘理郡亘理町、山元町の1市2町で構成する一部事務組合。

## 概要

### 事務内容
1. 消防事務に関すること（消防団、消防水利に関する事務並びに消防作業・救急業務の協力者への災害補償事務を除く）
2. 液化石油ガスの保安の確保及び取引の適正化に関する法律のうち液化石油ガスの設備工事、特定液化石油ガスの設備工事事業の届け出受理、立ち入り検査等に関すること
3. 火薬類取締法のうち火薬類の製造、販売、貯蔵、廃棄、譲受、譲渡、消費、輸入の許可等に関すること
4. 火葬場の設置及び管理運営に関すること（岩沼市に係る事務を除く）

2019年（平成31年）4月現在

### 職員定数
※ 一般職に属する職員のみ
- 合計 - 134人
  - 管理者の事務部局 - 9人
  - 消防の事務部局 - 125人

2019年（平成31年）4月1日現在

### 管理者の事務部局の組織
【出典】
- 管理者
  - 副管理者
    - 会計管理者
      - 出納員

    - 事務局
      - 総務課
      - 亘理葬祭場
- 組合議会
  - 書記長
    - 書記長
- 監査委員
  - 書記

## あぶくま消防本部
あぶくま消防本部（あぶくましょうぼうほんぶ）は、宮城県岩沼市及び亘理郡を管轄する消防部局（消防本部）。

### 沿革
- 2019年（平成31年）4月1日 - 旧岩沼市消防本部と旧亘理地区行政事務組合消防本部が統合し、あぶくま消防本部が発足する[5]。

### 組織
- 消防長（消防監）
  - 消防次長（消防司令長）
    - 管理課
    - 予防課
    - 警防課
    - 指令課
    - 岩沼消防署
    - 亘理消防署
      - 山元分署

2019年（令和元年）12月31日現在

### 消防署等

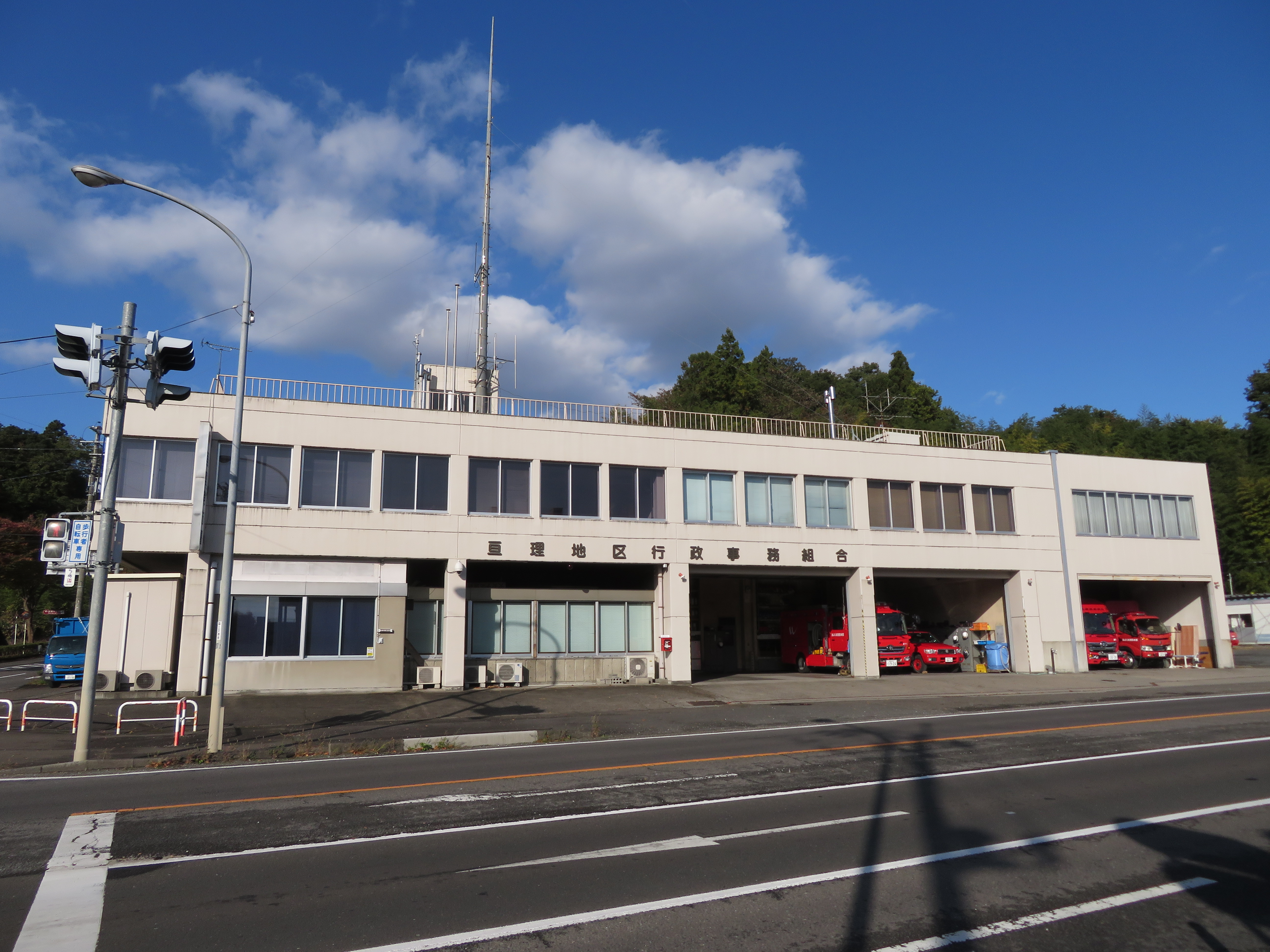
亘理消防署

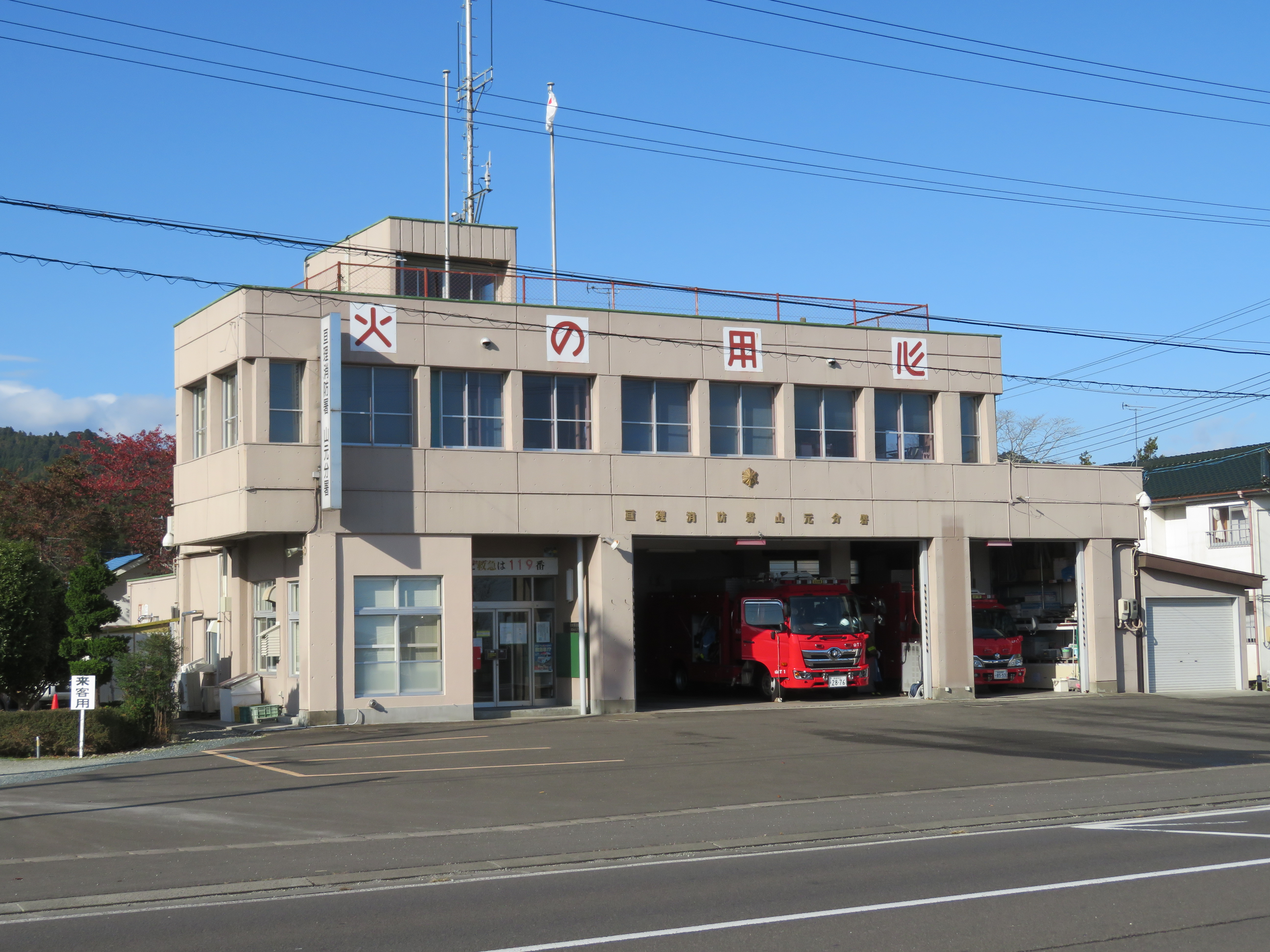
亘理消防署山元分署

消防署
| 消防署     | 郵便番号   | 所在地                          | 分署     |
| ---------- | ---------- | ------------------------------- | -------- |
| 岩沼消防署 | 〒989-2426 | 宮城県岩沼市末広一丁目6番32号   |          |
| 亘理消防署 | 〒989-2351 | 宮城県亘理郡亘理町字祝田34番地2 | 山元分署 |

分署
| 分署     | 郵便番号   | 所在地                              |
| -------- | ---------- | ----------------------------------- |
| 山元分署 | 〒989-2201 | 宮城県亘理郡山元町山寺字石田10番地1 |

### 消防車両
| 消防車両               | 現有台数                                   |
| ---------------------- | ------------------------------------------ |
| 消防ポンプ自動車       | 3 (CD-Ⅰ型→岩沼・山元)                      |
| 塔体付消防ポンプ自動車 | 1 (MVF13→岩沼)                             |
| 水槽付消防ポンプ自動車 | 3 (I-A型→岩沼 水Ⅱ型→亘理・山元)            |
| 小型動力ポンプ付水槽車 | 1 (Ⅱ型→亘理)                               |
| 指揮車                 | 3 (岩沼②・亘理)                            |
| 高規格救急車           | 6 (岩沼3台(うち予備1台)・亘理2台・山元1台) |
| 救助工作車             | 2 (Ⅱ型→岩沼 ポンプ付→亘理)                 |
| 資機材搬送車           | 2 (岩沼・亘理)                             |
| 広報車                 | 3 (岩沼・山元)                             |
| 連絡車                 | 3 (消防本部2台・亘理)                      |

2025年（令和7年）4月1日現在

## 旧・亘理地区行政事務組合消防本部
亘理地区行政事務組合消防本部（わたりちくぎょうせいじむくみあいしょうぼうほんぶ）は、かつて宮城県亘理郡を管轄していた消防部局（消防本部）。

### 沿革
- 1970年（昭和45年）
  - 4月1日 - 亘理地区消防事務組合が発足する[6]。
  - 8月1日 - 消防本部を設置する[6][7]。
- 1972年（昭和47年）8月19日 - 岩沼市消防本部と消防相互応援協定を締結する[6]。
- 1974年（昭和49年）1月1日 - 相馬地方広域消防本部と消防相互応援協定を締結する[6]。
- 1976年（昭和51年）7月23日 - 仙南地域広域行政事務組合消防本部と消防相互応援協定を締結する[6]。
- 1990年（平成2年）2月2日 - 消防緊急情報システムを設置する[6]。
- 1991年（平成3年）4月1日 - 所掌事務の複合化計画により亘理地区行政事務組合が発足し、亘理地区行政事務組合消防本部に改称する[6]。
- 2013年（平成25年）3月1日 - 高機能消防指令システム及び消防救急デジタル無線の運用を開始する[6]。
- 2019年（平成31年）3月31日 - あぶくま消防本部の発足に伴い、廃止する。

### 組織
- 消防長（消防司令長）
  - 消防次長（消防司令）
    - 予防課 - 予防係、危険物係、建築設備係
    - 消防課 - 庶務係、警防係、救急係、救助係、通信指令係
    - 亘理消防署
      - 一部 - 警防係、救急係、救助係、予防係、通信指令係
      - 二部 - 警防係、救急係、救助係、予防係、通信指令係
      - 山元分署
        - 一部 - 警防係、救急係、予防係
        - 二部 - 警防係、救急係、予防係

2016年（平成28年）12月31日現在

### 配置車両
| 配置車両               | 配置台数 |
| ---------------------- | -------- |
| 消防ポンプ車           | 4台      |
| 水槽付消防ポンプ車     | 2台      |
| 高規格救急車           | 3台      |
| 指揮車                 | 2台      |
| 指令車                 | 1台      |
| 連絡車                 | 1台      |
| 防災広報車             | 1台      |
| 資機材搬送車           | 1台      |
| 救助工作車             | 1台      |
| 小型動力ポンプ付水槽車 | 1台      |

2016年（平成28年）12月31日現在

### 消防署等
消防署
| 消防署     | 郵便番号   | 所在地                          |
| ---------- | ---------- | ------------------------------- |
| 亘理消防署 | 〒989-2351 | 宮城県亘理郡亘理町字祝田34番地2 |

分署
| 分署     | 郵便番号   | 所在地                              |
| -------- | ---------- | ----------------------------------- |
| 山元分署 | 〒989-2201 | 宮城県亘理郡山元町山寺字石田10番地1 |

2016年（平成28年）12月31日現在

## 管内の現況
- 管内の人口 - 89,799人
  - 岩沼市 - 43,995人
  - 亘理町 - 33,577人
  - 山元町 - 12,227人

2019年（令和元年）12月31日現在
- 管内の世帯数 - 35,275世帯
  - 岩沼市 - 17,936世帯
  - 亘理町 - 12,550世帯
  - 山元町 - 4,789世帯

2019年（令和元年）12月31日現在
- 管内の面積 - 198.63 km2
  - 岩沼市 - 60.45 km2
  - 亘理町 - 73.60 km2
  - 山元町 - 64.58 km2

2019年（令和元年）12月31日現在